# Ole Andreasen
Ole Andreasen (* 30. Juli 1939 in Frederiksberg) ist ein dänischer Journalist und ehemaliger EU-Parlamentarier.

## Leben und Werk
Ole Andreasen begann seine Karriere im Jahr 1958 in der Redaktion der dänischen Westküsten-Zeitung. 1960 wechselte er zum Dagbladet Information und später zu Kristeligt Dagblad. Im Jahr 1963 wechselte er zur Nachrichtenabteilung von Danmarks Radio. Im Jahr 1975 wurde Andreasen der Chefredakteur der Fünen-Zeitung. 1976 wechselte er zu Carlsberg, wo er dann vom Informationsmanager zum stellvertretenden Direktor aufgestiegen war.
Andreasen war in der Serie Die Leute von Korsbaek der zusammenfassende Erzähler aller Episoden. Als Nachrichtensprecher hatte er im Film Die Olsenbande schlägt wieder zu einen kurzen Auftritt.
Im Jahr 1975 wurde Andreasen Mitglied der Venstre, der Liberalen Partei in Dänemark. Ab 1997 war er auch Mitglied im Hauptvorstand der Partei.
Von 1978 bis 1982 war Andreasen Mitglied im Gemeinderat von Gentofte. Von 1999 bis Juli 2004 war Andreasen für eine Wahlperiode lang Mitglied des Europäischen Parlaments.